# DKB (гурт)
DKB (кор. 다크비, вимовляється як «Даркбі») — південнокорейський хлопчачий гурт із дев'яти учасників під керівництвом Brave Entertainment. Гурт дебютував 3 лютого 2020 року, випустивши мініальбом Youth і головний сингл «Sorry Mama». До складу гурту входять дев'ять хлопців: І-Чан, Ді-Ван, Тео, Джікей, Хічан, Лун, Чунсо, Юку та Гаррі-Джун.

## Назва
DKB — перший хлопчачий гурт, який дебютував під Brave Entertainment після дебюту Big Star сім років тому. Їхня назва DKB є скороченням від англ. «Dark Brown Eyes» (укр. «Темно-карі Очі»), що означає, що «ті, хто їх має, досягнуть світу». Представник Brave Entertainment описав гурт як «новачка, який принесе новий вітер у музичну індустрію у 2020 році».

## Кар'єра

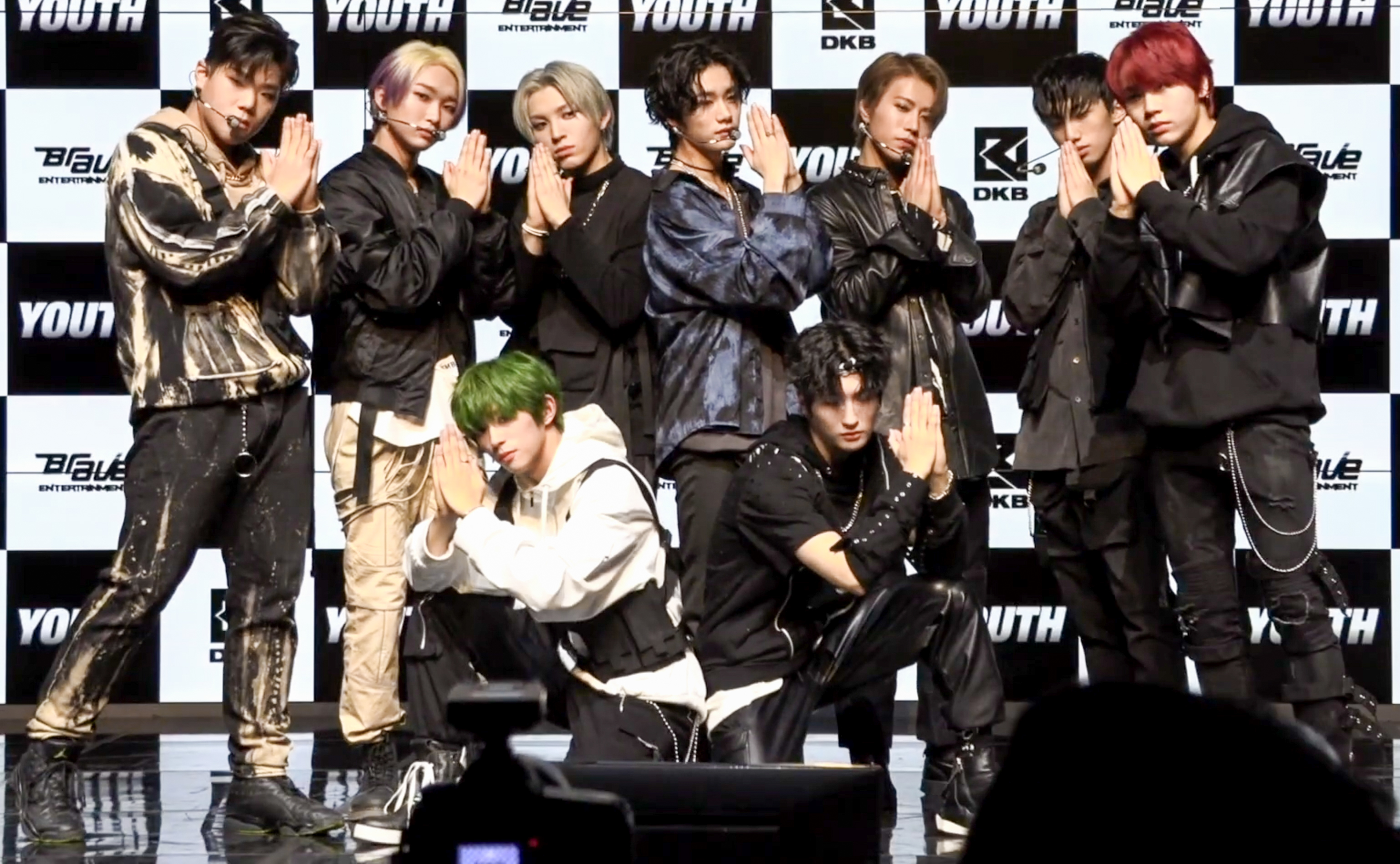
DKB у лютому 2020 року

Протягом другої половини 2019 року були опубліковані різні тизери, які розкривали учасників гурту.
16 січня 2020 року Brave Entertainment опублікували тизерне зображення, на якому було показано дев'ять фігур, що стоять на темному фоні з червоним освітленням. Зображення також містило назву мініальбому Youth разом із датою його виходу 3 лютого. Youth вийшов разом із головним синглом «Sorry Mama», який був спродюсований Brave Brothers. Дебютний шоукейс гурту відбувся того ж дня в Spigen Hall в Каннам. Наступного тижня мініальбом увійшов до чарту альбомів Gaon під номером 41.
25 травня 2020 року DKB випустили свій другий мініальбом Love та головний сингл «Still».
13 серпня 2020 року на церемонії вручення нагород Soribada Awards 2020 DKB виграли «Next Artist Award», їхню першу нагороду з моменту дебюту.
26 жовтня 2020 року DKB випустили свій третій мініальбом Growth і його головний сингл «Work Hard».
30 березня 2021 року DKB випустили свій перший студійний альбом The Dice Is Cast і його головний сингл «All In».
28 жовтня 2021 року DKB випустили свій перший сингл-альбом Rollercoaster і однойменний головний сингл.
28 квітня 2022 року DKB випустили свій четвертий мініальбом Rebel і його головний сингл «Sober».
25 серпня 2022 DKB випустили свій п'ятий мініальбом Autumn з головним синглом «24/7».
14 червня 2023 DKB випустили шостий мініальбом I Need Love.
14 серпня 2023 DKB випустили свій шостий мініальбом-перевидання We Love You.
6 листопада 2023 Тео покинув гурт через інцидент водіння авто у нетверезому стані. Гурт продовжив діяльність з вісьмома учасниками у складі.

## Учасники
Список учасників та їхні позиції адаптовані сайту з Brave Entertainment.
| Сценічний псевдонім | Сценічний псевдонім | Сценічний псевдонім | Справжнє ім'я  | Справжнє ім'я  | Справжнє ім'я   | Дата народження            | Позиція у гурті                     | Місце народження                 |
| Українською         | Латиницею           | Хангилем            | Українською    | Латиницею      | Хангилем/кандзі | Дата народження            | Позиція у гурті                     | Місце народження                 |
| ------------------- | ------------------- | ------------------- | -------------- | -------------- | --------------- | -------------------------- | ----------------------------------- | -------------------------------- |
| І-Чан               | E-Chan              | 이찬                | Лі Чанмін      | Lee Changmin   | 이창민          | 19 лютого 1997 (28 років)  | Лідер, репер, танцюрист             | Йонсу-гу, Інчхон, Південна Корея |
| Ді-Ван              | D1                  | 디원                | Чан Доніль     | Jang Dongil    | 장동일          | 15 лютого 1998 (27 років)  | Лідер, танцюрист, акробат, вокаліст | Сокчхо, Канвондо, Південна Корея |
| Тео                 | Teo                 | 테오                | Чан Сонсік     | Jang Seongsik  | 장성식          | 22 жовтня 1997 (27 років)  | Головний вокаліст, акробат          | Південна Корея                   |
| Джікей              | GK                  | 지케이              | Кім Гванхьон   | Kim Gwanghyun  | 김광현          | 29 вересня 1998 (26 років) | Репер                               | Кванджу, Південна Корея          |
| Хічан               | Heechan             | 희찬                | Ян Хічан       | Yang Heechan   | 양희찬          | 31 липня 1999 (25 років)   | Танцюрист, репер                    | Кьонсан, Південна Корея          |
| Лун                 | Lune                | 룬                  | Чон Сонмін     | Jung Sungmin   | 정성민          | 27 лютого 2000 (25 років)  | Вокаліст                            | Південна Корея                   |
| Чунсо               | Junseo              | 준서                | Хван Чунсо     | Hwang Junseo   | 황준서          | 16 січня 2001 (24 роки)    | Танцюрист, репер                    | Південна Корея                   |
| Юку                 | Yuku                | 유쿠                | Аманума Юку    | Amanuma Yuku   | 天沼ゆく        | 12 травня 2002 (23 роки)   | Танцюрист, репер                    | Сайтама, Японія                  |
| Гаррі-Джун          | Harry-June          | 해리준              | Хан Гаррі-Джун | Han Harry-June | 한해리준        | 1 січня 2004 (21 рік)      | Танцюрист, вокаліст, макне          | Сеул, Південна Корея             |

## Дискографія

### Повноформатні альбоми
| Назва            | Деталі альбому | Пікові позиції у чартах |
| Назва            | Деталі альбому | KOR                     |
| ---------------- | --- | ----------------------- |
| The Dice Is Cast | - Реліз: 30 березня 2021 - Лейбл: Brave Entertainment - Формат: CD, цифрове завантаження Трек-лист 1. «All In» (줄꺼야) 2. «Flower Less» 3. «Real Love» 4. «Work Hard» (난 일해) 5. «Sorry Mama» (미안해 엄마) 6. «Still» (오늘도 여전히) 7. «Fondue» (퐁듀) 8. «Tell'em Boys» 9. «Tell Me Tell Me» 10. «Samsung» | 41                      |

### Мініальбоми
| Назва  | Деталі мініальбому | Пікові позиції у чартах | Продажі                 |
| Назва  | Деталі мініальбому | KOR                     | Продажі                 |
| ------ | --- | ----------------------- | ----------------------- |
| Youth  | - Реліз: 3 лютого 2020 - Ре-реліз: 29 липня 2020 - Лейбл: Brave Entertainment - Формат: CD, цифрове завантаження Трек-лист 1. «Youth» 2. «Sorry Mama» (미안해 엄마) 3. «Go Up» 4. «Elevator» 5. «Samsung»          | 41                      | - Південна Корея: 2,006 |
| Love   | - Реліз: 25 травня 2020 - Лейбл: Brave Entertainment - Формат: CD, цифрове завантаження Трек-лист 1. «Still» (오늘도 여전히) 2. «Tell'em Boys» 3. «Fondue» (퐁듀) 4. «Curious» (호기심) 5. «Rose»                  | 12                      | - Південна Корея: 8,876 |
| Growth | - Реліз: 26 жовтня 2020 - Лейбл: Brave Entertainment - Формат: CD, цифрове завантаження Трек-лист 1. «Work Hard» (난 일해) 2. «Tell Me Tell Me» 3. «Take Care» (잘 지내) 4. «Eraser» (지우개) 5. «No More» (위로X) | 25                      | - Південна Корея: 7,951 |
| Rebel  | - Реліз: 28 квітня 2022 - Лейбл: Brave Entertainment - Формат: CD, цифрове завантаження Трек-лист 1. «Sober» (안취해) 2. «Get Away» 3. «Rollercoaster» (왜 만나) 4. «Sober» (안취해) (Remix)                       | 39                      | - Південна Корея: 8,806 |
| Autumn | - Реліз: 25 серпня 2022 - Лейбл: Brave Entertainment - Формат: CD, цифрове завантаження Трек-лист 1. «Peep My Show» 2. «24/7» (넌 매일) 3. «Autumn» 4. «Bubble» (비늣방울) (D1 solo) 5. «24/7» (넌 매일) (Inst.)   | 29                      | - Південна Корея: 7,528 |

### Сингл-альбоми
| Назва         | Деталі альбому | Пікові позиції у чартах | Продажі                 |
| Назва         | Деталі альбому | KOR                     | Продажі                 |
| ------------- | --- | ----------------------- | ----------------------- |
| Rollercoaster | - Реліз: 28 жовтня 2021 - Лейбл: Brave Entertainment - Формат: CD, цифрове завантаження Трек-лист 1. «Rollercoaster» (왜 만나) 2. «Rollercoaster» (왜 만나) (Inst.) | 33                      | - Південна Корея: 6,951 |

### Сингли
| Назва                      | Рік  | Альбом           |
| -------------------------- | ---- | ---------------- |
| «Sorry Mama» (미안해 엄마) | 2020 | Youth            |
| «Still» (오늘도 여전히)    | 2020 | Love             |
| «Work Hard» (난 일해)      | 2020 | Growth           |
| «All In» (줄꺼야)          | 2021 | The Dice Is Cast |
| «Rollercoaster» (왜 만나)  | 2021 | Rollercoaster    |
| «Sober» (안취해)           | 2022 | Rebel            |
| «24/7» (넌 매일)           | 2022 | Autumn           |

## Нагороди та номінації
| Нагорода           | Рік  | Категорія          | Номінант / Робота | Результат | Прим.  |
| ------------------ | ---- | ------------------ | ----------------- | --------- | ------ |
| Asia Artist Awards | 2021 | Focus Singer Award | DKB               | Перемога  | [ 26 ] |